# Reghiu Scruntar
Reghiu Scruntar este o arie protejată (arie specială de conservare — SAC, sit de importanță comunitară — SCI) din România, desemnată în scopul protejării biodiversității și menținerii într-o stare de conservare favorabilă a florei spontane și faunei sălbatice, precum și a habitatelor naturale de interes comunitar aflate în arealul zonei protejate. Aceasta se întinde pe o suprafață de 127,6 ha, integral pe uscat.

## Localizare
Situl Reghiu Scruntar se întinde pe teritoriul administrativ al comunei Reghiu din județul Vrancea. Centrul acestuia este situat la coordonatele 45°47′09″N 26°51′37″E / 45.785731°N 26.860383°E.

## Înființare
Reghiu Scruntar (ROSCI0216) a fost declarat sit de importanță comunitară în decembrie 2007 pentru a proteja 2 specii de animale. Situl a fost protejat și ca arie specială de conservare în mai 2022. Acesta include rezervația naturală Pădurea Reghiu - Scruntaru.

## Biodiversitate
Situată în ecoregiunea continentală, aria protejată conține 4 habitate naturale: Pante stâncoase silicioase cu vegetație casmofită, Păduri de fag Luzulo-Fagetum, Păduri de fag Asperulo-Fagetum, Păduri de stejar și de carpen dacice.
La baza desemnării sitului se află mai multe specii protejate de  mamifere (2): lupul (Canis lupus), urs brun (Ursus arctos).
Pe lângă speciile protejate, pe teritoriul sitului au mai fost identificate 13 specii de plante, 1 specie de amfibieni, 7 specii de reptile.